# Reginald Talbot

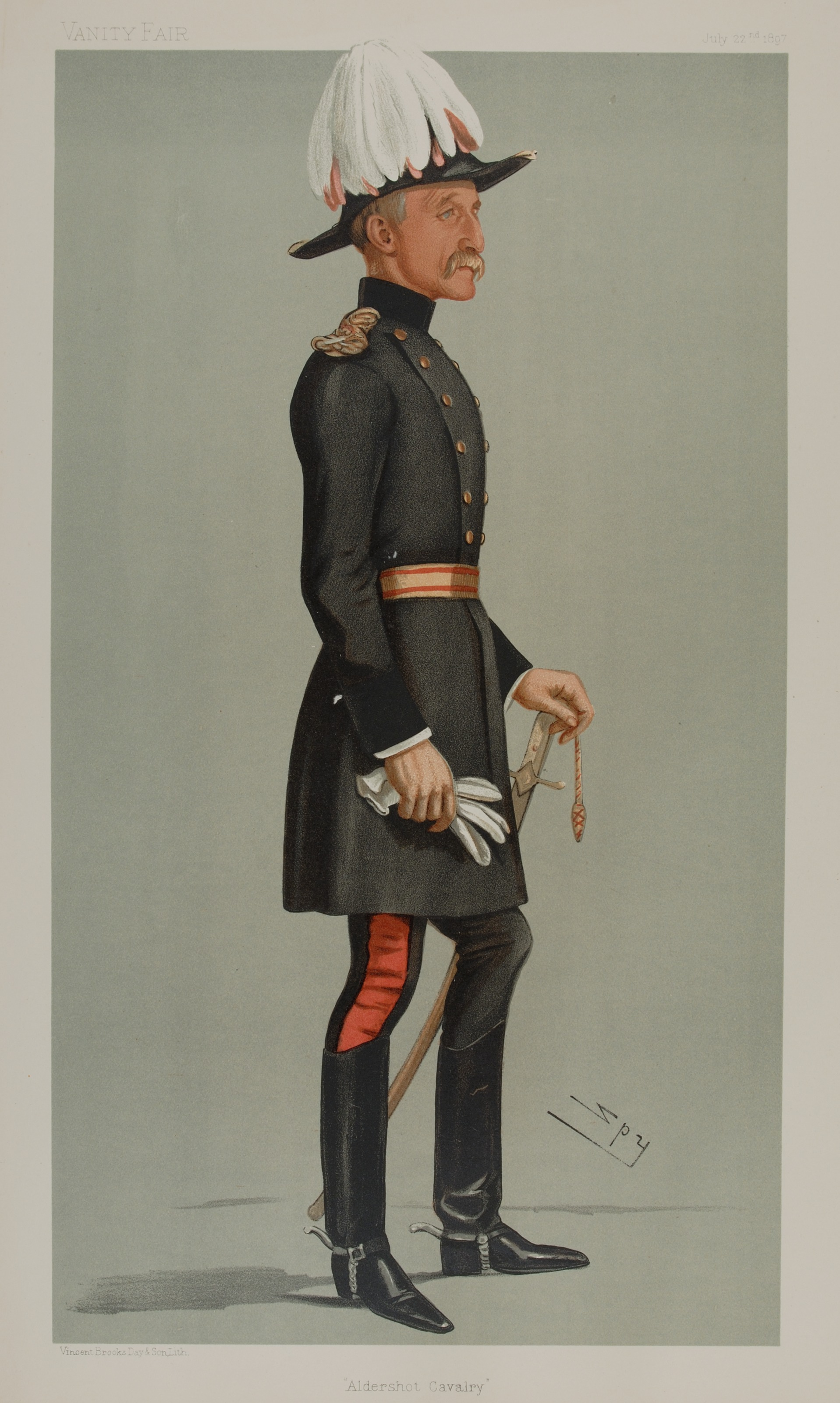
Reginald Talbot, aus der englischen Zeitschrift Vanity Fair, 1897

Hon. Sir Reginald Arthur James Talbot (* 11. Juli 1841 in London, England; † 15. Januar 1929 ebenda) war ein britischer Generalmajor, Parlamentsabgeordneter und Gouverneur des australischen Bundesstaats Victoria.

## Leben
Er war der dritte Sohn von Henry Chetwynd-Talbot, 18. Earl of Shrewsbury, aus dessen Ehe mit Lady Sarah Elizabeth Beresford, einer Tochter von Henry Beresford, 2. Marquess of Waterford.
Nach dem Besuch der Harrow School trat Talbot 1859 als Cornet und Sub-Lieutenant des 1st Regiment of Life Guards in die British Army ein. 1863 wurde er zum Lieutenant, 1867 zum Captain, befördert. Von 1869 bis 1874 war Talbot als Abgeordneter der Conservative Party für das Borough Stafford Mitglied des House of Commons. 1879 kämpfte Talbot im Zulukrieg. 1881 wurde er zum Major und 1882 zum Lieutenant-Colonel befördert. Während der Gordon Relief Expedition in Ägypten und Sudan kommandierte er 1885 das Heavy Camel Regiment. 1889 wurde er zum Aide-de-camp für Königin Victoria ernannt. Im selben Jahr wurde er zum Colonel und 1896 zum Major-General befördert. Von 1889 bis 1895 war er Militärattaché in Paris und von 1899 bis 1903 Oberbefehlshaber der britischen Truppen in Ägypten. Von 1907 bis 1920 amtierte er als Colonel of the Regiment der 3rd (Prince of Wales’s) Dragoon Guards.
Vom 25. April 1904 bis zum 6. Juli 1908 war Talbot Gouverneur von Victoria.

## Ehe
Er heiratete am 8. Mai 1877 Margaret Jane Stuart-Whortley († 1937), die zweite Tochter von Hon. James Stuart-Whortley und dessen Frau Jane Lawley. Die Ehe blieb kinderlos.

## Orden und Ehrenzeichen
- 1885: Companion of the Order of the Bath (CB)[8]
- 1902: Knight Commander of the Order of the Bath (KCB)
- Kommandeur der Ehrenlegion